# El Dorado (Arkansas)
Pour les articles homonymes, voir Eldorado (homonymie).
La ville d’El Dorado (en anglais [εl doˈreɪdoʊ] ou [εl dəˈreɪdə]) est le siège du comté d’Union, dans l’État de l’Arkansas, aux États-Unis. Sa population s’élevait à 18 884 habitants lors du recensement de 2010, estimée à 18 030 habitants en 2017, dont une majorité relative d’Afro-Américains.

## Démographie
| Groupe            | El Dorado | Arkansas | États-Unis |
| ----------------- | --------- | -------- | ---------- |
| Afro-Américains   | 49,9      | 15,4     | 12,6       |
| Blancs            | 45,1      | 77,0     | 72,4       |
| Autres            | 2,5       | 3,6      | 6,4        |
| Métis             | 1,3       | 2,0      | 2,9        |
| Asiatiques        | 0,9       | 1,2      | 4,8        |
| Amérindiens       | 0,3       | 0,8      | 0,9        |
| Total             | 100,0     | 100,0    | 100,0      |
| Latino-Américains | 4,3       | 6,4      | 16,7       |

Selon l'American Community Survey, pour la période 2011-2015, 97,15 % de la population âgée de plus de 5 ans déclare parler l'anglais à la maison, 1,93 % l’espagnol et 0,92 % une autre langue.
| 1880 | 1890 | 1900  | 1910  | 1920  | 1930   | 1940   | 1950   |
| ---- | ---- | ----- | ----- | ----- | ------ | ------ | ------ |
| 443  | 455  | 1 069 | 4 202 | 3 887 | 16 421 | 15 858 | 23 076 |

| 1960   | 1970   | 1980   | 1990   | 2000   | 2010   | - | - |
| ------ | ------ | ------ | ------ | ------ | ------ | - | - |
| 25 292 | 25 283 | 25 270 | 23 146 | 21 530 | 18 884 | - | - |

## Personnalité liée à la ville
- Donna Axum (1942-2018), Miss America 1964 (naissance).
- Lou Brock (1939-2020), joueur américain de baseball.

## Source
- (en) Cet article est partiellement ou en totalité issu de l’article de Wikipédia en anglais intitulé « El Dorado, Arkansas » (voir la liste des auteurs).

1. ↑  (en) « El Dorado, AR Population - Census 2010 and 2000 », sur censusviewer.com.
2. ↑  (en) « Population of Arkansas - Census 2010 and 2000 », sur censusviewer.com.
3. ↑  (en) « Language spoken at home by ability to speak English for the population 5 years and over », sur factfinder.census.gov.
4. ↑  « Statistiques des États-Unis - Arkansas - Profils des comtés de 2010 » (consulté en novembre 2020)